# Élections législatives de 1968 dans l'Ain
Les élections législatives françaises de 1968 se déroulent les 23 et 30 juin 1968. Dans le département de l'Ain, trois députés sont à élire dans le cadre de trois circonscriptions.

## Élus
| Circonscription | Député sortant        | Parti | Parti | Député élu ou réélu   | Parti | Parti |
| --------------- | --------------------- | ----- | ----- | --------------------- | ----- | ----- |
| 1re             | Paul Barberot         |       | CD    | Paul Barberot         |       | CD    |
| 2e              | Marcel Anthonioz      |       | RI    | Marcel Anthonioz      |       | RI    |
| 3e              | Guy de La Verpillière |       | RI    | Guy de La Verpillière |       | RI    |

## Résultats

### Résultats à l'échelle du département
| Parti          | Parti                                           | Premier tour | Premier tour | Second tour | Second tour | Sièges |
| Parti          | Parti                                           | Voix         | %            | Voix        | %           | Sièges |
| -------------- | ----------------------------------------------- | ------------ | ------------ | ----------- | ----------- | ------ |
|                | Républicains indépendants                       | 55 849       | 35,73        | 31 842      | 31,25       | 2      |
|                | Union pour la défense de la République          | 16 042       | 10,26        | 17 245      | 16,92       | 0      |
|                | Modérés                                         | 1 240        | 0,79         |             |             | 0      |
|                | Union des républicains de progrès               | 73 131       | 46,78        | 49 087      | 48,17       | 2      |
|                |                                                 |              |              |             |             |        |
|                | Section française de l'Internationale ouvrière  | 9 748        | 6,24         | 16 868      | 16,55       | 0      |
|                | Convention des institutions républicaines       | 7 518        | 4,81         | 17 790      | 17,46       | 0      |
|                | Parti radical                                   | 5 688        | 3,64         |             |             | 0      |
|                | Fédération de la gauche démocrate et socialiste | 22 954       | 14,68        | 34 658      | 34,01       | 0      |
|                |                                                 |              |              |             |             |        |
|                | Progrès et démocratie moderne                   | 32 648       | 20,89        | 18 162      | 17,82       | 1      |
|                | Parti communiste français                       | 22 196       | 14,20        |             |             | 0      |
|                | Parti socialiste unifié                         | 5 391        | 3,45         | 0           |             |        |
|                |                                                 |              |              |             |             |        |
| Inscrits       | Inscrits                                        | 209 544      | 100,00       | 139 286     | 100,00      | 3      |
| Abstentions    | Abstentions                                     | 51 529       | 24,59        | 35 692      | 25,62       |        |
| Votants        | Votants                                         | 158 015      | 75,41        | 103 594     | 74,38       |        |
| Blancs et nuls | Blancs et nuls                                  | 1 695        | 1,07         | 1 687       | 1,63        |        |
| Exprimés       | Exprimés                                        | 156 320      | 98,93        | 101 907     | 98,37       |        |

### Résultats par circonscription

#### Première circonscription (Bourg-en-Bresse)
| Candidat       | Candidat                    | Parti          | Premier tour | Premier tour | Second tour | Second tour |  |
| Candidat       | Candidat                    | Parti          | Voix         | %            | Voix        | %           |  |
| -------------- | --------------------------- | -------------- | ------------ | ------------ | ----------- | ----------- |  |
|                | Paul Barberot sortant réélu | CD (PDM)       | 16 413       | 33,17        | 18 162      | 34,74       |  |
|                | Yvon Morandat               | UDR (URP)      | 16 042       | 32,42        | 17 245      | 32,99       |  |
|                | Louis Robin                 | FGDS (SFIO)    | 9 748        | 19,7         | 16 868      | 32,27       |  |
|                | Marcel Benoit               | PCF            | 5 463        | 11,04        |             |             |  |
|                | Henri Taponard              | PSU            | 1 489        | 3,01         |             |             |  |
|                | Julien-Paul Quincy          | Modérés        | 333          | 0,67         |             |             |  |
|                |                             |                |              |              |             |             |  |
| Inscrits       | Inscrits                    | Inscrits       | 69 428       | 100,00       | 69 401      | 100,00      |  |
| Abstentions    | Abstentions                 | Abstentions    | 19 426       | 27,98        | 16 826      | 24,24       |  |
| Votants        | Votants                     | Votants        | 50 002       | 72,02        | 52 575      | 75,76       |  |
| Blancs et nuls | Blancs et nuls              | Blancs et nuls | 514          | 1,03         | 300         | 0,57        |  |
| Exprimés       | Exprimés                    | Exprimés       | 49 488       | 98,97        | 52 275      | 99,43       |  |

#### Deuxième circonscription  (Gex - Nantua)
|                | Marcel Anthonioz sortant réélu | RI (URP)       | 30 717 | 56,76  |  |  |  |
|                | Marcel Monnier                 | PCF            | 10 389 | 19,2   |  |  |  |
|                | Paul Saint-Cyr                 | FGDS (Radical) | 5 688  | 10,51  |  |  |  |
|                | Simon Pernod                   | CD (PDM)       | 4 526  | 8,36   |  |  |  |
|                | Joseph Mazard                  | PSU            | 1 895  | 3,5    |  |  |  |
|                | Pierre-Charles Boccadoro       | Modérés        | 907    | 1,68   |  |  |  |
|                |                                |                |        |        |  |  |  |
| Inscrits       | Inscrits                       | Inscrits       | 70 228 | 100,00 |  |  |  |
| Abstentions    | Abstentions                    | Abstentions    | 15 557 | 22,15  |  |  |  |
| Votants        | Votants                        | Votants        | 54 671 | 77,85  |  |  |  |
| Blancs et nuls | Blancs et nuls                 | Blancs et nuls | 549    | 1      |  |  |  |
| Exprimés       | Exprimés                       | Exprimés       | 54 122 | 99     |  |  |  |

#### Troisième circonscription (Ambérieu-en-Bugey)
| Candidat       | Candidat                            | Parti          | Premier tour | Premier tour | Second tour | Second tour |  |
| Candidat       | Candidat                            | Parti          | Voix         | %            | Voix        | %           |  |
| -------------- | ----------------------------------- | -------------- | ------------ | ------------ | ----------- | ----------- |  |
|                | Guy de La Verpillière sortant réélu | RI (URP)       | 25 132       | 47,68        | 31 842      | 64,16       |  |
|                | Émile Dubuis                        | CD (PDM)       | 11 709       | 22,21        | Retrait     | Retrait     |  |
|                | Marcel Viénot                       | FGDS (CIR)     | 7 518        | 14,26        | 17 790      | 35,84       |  |
|                | René Cantenys                       | PCF            | 6 344        | 12,04        |             |             |  |
|                | Louise Véricel                      | PSU            | 2 007        | 3,81         |             |             |  |
|                |                                     |                |              |              |             |             |  |
| Inscrits       | Inscrits                            | Inscrits       | 69 888       | 100,00       | 69 885      | 100,00      |  |
| Abstentions    | Abstentions                         | Abstentions    | 16 546       | 23,68        | 18 866      | 27          |  |
| Votants        | Votants                             | Votants        | 53 342       | 76,32        | 51 019      | 73          |  |
| Blancs et nuls | Blancs et nuls                      | Blancs et nuls | 632          | 1,18         | 1 387       | 2,72        |  |
| Exprimés       | Exprimés                            | Exprimés       | 52 710       | 98,82        | 49 632      | 97,28       |  |